# Campodorus almaatensis
Campodorus almaatensis là một loài tò vò trong họ Ichneumonidae.